# Condado de Garrard
El condado de Garrard (en inglés: Garrard County), fundado en 1797, es uno de 120 condados del estado estadounidense de Kentucky. En el año 2000, el condado tenía una población de 14,792 habitantes y una densidad poblacional de 25 personas por km². La sede del condado es Lancaster.

## Geografía
Según la Oficina del Censo tiene un área total de 606 km² (234 mi²), de la cual 598 km² (230,9 mi²) es tierra y 8 km² (3,1 mi²) (1.14%) es agua.

### Condados adyacentes
- Condado de Jessamine (norte)
- Condado de Madison (noreste)
- Condado de Rockcastle (sureste)
- Condado de Lincoln (suroeste)
- Condado de Boyle (oeste)
- Condado de Mercer (noroeste)

## Demografía
Según la Oficina del Censo en 2000, los ingresos medios por hogar en el condado eran de $38,438, y los ingresos medios por familia eran $16,776. Los hombres tenían unos ingresos medios de $31,987 frente a los $23,669 para las mujeres. La renta per cápita para el condado era de $16,834. Alrededor del 11.10% de la población estaban por debajo del umbral de pobreza.

## Localidades
- Bryantsville
- Buckeye
- Cartersville
- Hyattsville
- Lancaster
- Paint Lick